# Sắt(II) iodide
Sắt(II) iodide là một hợp chất vô cơ có công thức hóa học FeI2. Nó được sử dụng làm chất xúc tác trong các phản ứng hữu cơ.

## Phản ứng
Sự phân hủy nhiệt của sắt(II) iodide tetrahydrat tạo ra sắt(II) hydroxide-iodide, hydro iodide và nước:
FeI2·4H2O → FeOHI + HI + 3H2O
Phản ứng này diễn ra ở nhiệt độ hơn 100 °C (212 °F; 373 K).

## Hợp chất khác
FeI2 còn tạo một số hợp chất với NH3, như:
- FeI2·2NH3 – chất rắn đỏ nâu;[2]
- FeI2·6NH3 – bột trắng hoặc dương nhạt.[3]

Muối phức hexamin có khối lượng riêng ở 25 °C (77 °F; 298 K) là 2,052 g/cm³. Số CAS của hợp chất là 13815-37-7. Muối phức sắt(II) iodide hexamin được sử dụng trong in offset. Phức hexamin này bị phân hủy bởi nước.
FeI2 còn tạo một số hợp chất với N2H4, như FeI2·2N2H4·H2O là tinh thể lục đậm, có tính nổ.